# Incilius fastidiosus
Espèce
Synonymes
- Cranopsis fastidiosus Cope, 1875 "1876"
- Bufo fastidiosus (Cope, 1875)
- Ollotis coerulescens Cope, 1875 "1876"

Statut de conservation UICN

 CR A2ace : 
En danger critique
Incilius fastidiosus est une espèce d'amphibiens de la famille des Bufonidae.

## Répartition

Distribution

Cette espèce se rencontre dans le sud du Costa Rica et dans le nord du Panamá entre 760 et 2 100 m d'altitude sur le versant Sud de la cordillère de Talamanca.

## Description
Les mâles mesurent de 43 à 52 mm et les femelles de 40 à 60 mm.

## Publication originale
- Cope, 1876 "1875" : On the Batrachia and Reptilia of Costa Rica : With notes on the herpetology and ichthyology of Nicaragua and Peru. Journal of the Academy of Natural Sciences of Philadelphia, ser. 2, vol. 8, p. 93–154 (texte intégral).